# 空中客车公务机
空中巴士公務機（Airbus Corporate Jets）是空巴商務航空的一個業務部門，也是空中巴士的一部分，负责销售和制造母公司客机的公务机系列。类型包括A318Elite到双层/三层空中巴士A380Prestige。波音推出了737的波音公务机系列后，空中巴士于1997年推出A319的公务机版本加入公务机市场。尽管「空中巴士公务机」这一术语最初仅用于A319CJ，但现在常用于所有型号，包括VIP宽体飞机。截至2019年6月，共213架公务机和私人飞机运营中；其中包括128架A320系列客机在內，已有222架公務機订单。

## 窄体型號
基于ACJ在以A320系列为基础上的成功，从A319CJ开始，任何版本的A320均可作为公务机使用，並擁有ETOPS-180認證  。ACJ和原版的差异包括将巡航上限增加到41,000英尺（約12,000米）和使用可变数量的可拆卸的副加油箱。 

### ACJ318
ACJ318為基于乘客版本的A318公務機。航程为4,200海里或7,800公里。其為ACJ系列中最小的一款，提供14至18名乘客的乘客配置。

### ACJ319

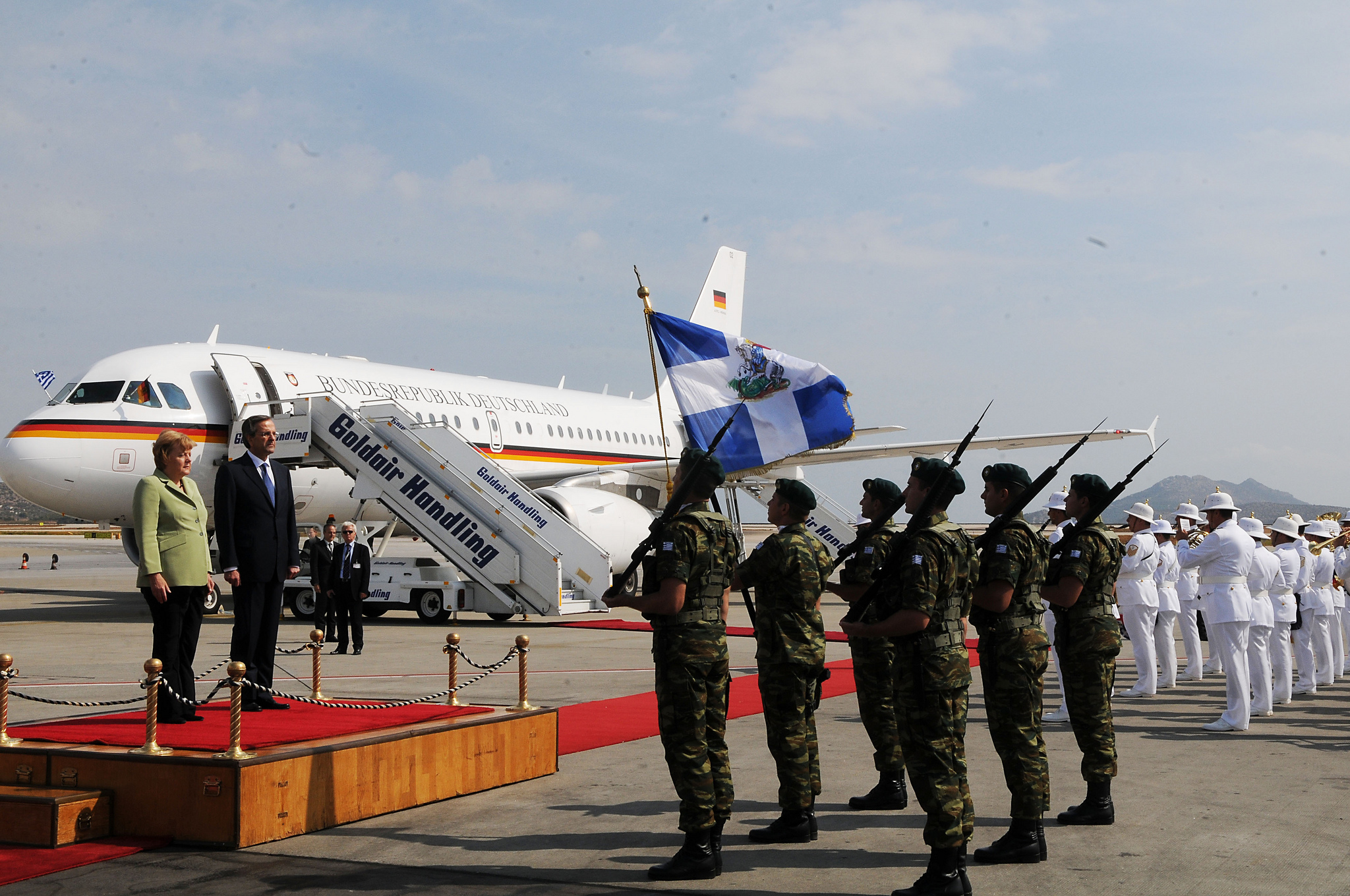
2012 年，安格拉·默克尔搭乘 ACJ319 访问希腊

ACJ319是A319的公务机版。航程为6,000海里或11,100公里，包含安装在货舱中的可拆卸额外油箱，并增加了12,000米（39,000英尺）服务上限 。转售后，飞机可以通过移除额外的油箱重新配置为标准 A319，从而最大限度地提高转售价值。 A319LR和ACJ获得了欧洲JAA和美国FAA的认证，是唯一获准用于大西洋两岸公共交通的公务機 。2018 年，其单位成本为1.05亿美元。 
该机型可容纳19至50名乘客，可由客户自己定制。DC Aviation、UB Group 和信实工业均為其用户之一。A319CJ的竞争對手為波音BBJ1（737-700） 、湾流G550和庞巴迪环球快车。由于机身直径更宽，它提供了比竞争对手更宽敞的内部空间，采用与A320相同的发动机类型，即CFM国际CFM56或V2527 。A319CJ被负责运输法国官员的法国空军第60运输中队使用，并被德国空军的Flugbereitschaft订购用于运输德国官员。自2003年以来，ACJ是亚美尼亚、巴西、捷克共和国、意大利、马来西亚、斯洛伐克、泰国、土耳其、乌克兰和委内瑞拉的总统专机。

### ACJ320

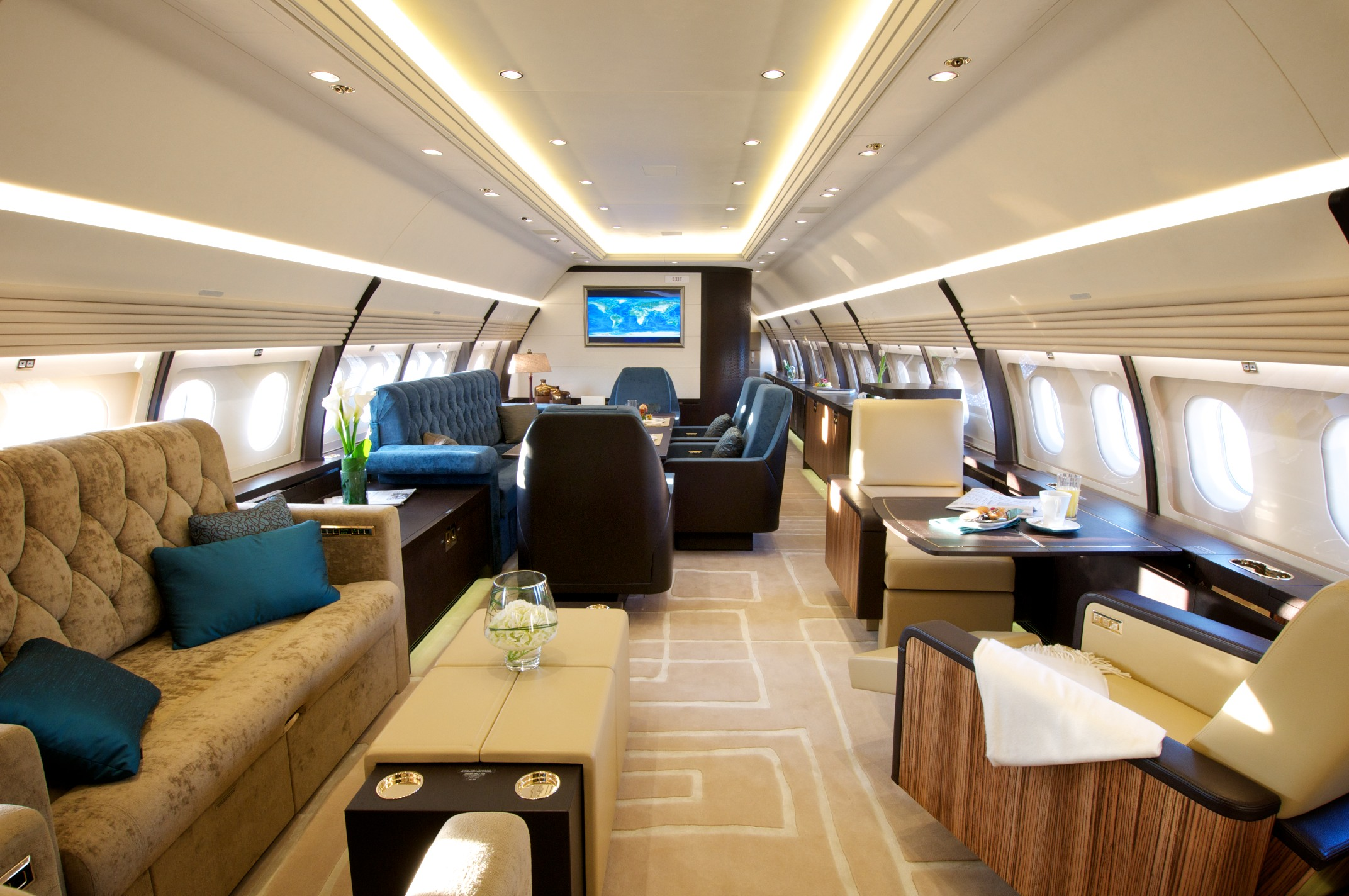
ACJ320客舱

ACJ320航程为4,300海里或7,800公里。A320Prestige為ACJ320的變體，其提供为想要比A319提供更多内部空间的乘客。載客量为30人，带有两个可拆卸的油箱。2018年，其单位成本为1.15亿美元。

### ACJ321
ACJ321是最大的窄体公务机，滿載時可飛行4,200 nmi（7,800 km）。

### ACJ319neo/ACJ320neo
A320neo系列的公务机版本有两种变体：ACJ319neo，可搭载8名乘客，最大航程6,750 nmi（12,500 km）和ACJ320neo，可搭乘25名乘客，最大航程为6,000 nmi（11,000 km）。CFM LEAP或Pratt & Whitney PW1000G较低的燃油消耗提供了额外的航程以及较低的发动机噪音，而机舱高度不超过6,400英尺（2,000米）。为了增加其燃料容量，ACJ319neo還提供多达五个额外的中央油箱(ACT)。ACJ320neo于2018年11月16日首飞，开始了针对额外油箱和更大客舱增压的简短测试计划。 它于2019年1月16日首次交付给雅典卫城航空公司 。2019年4月25日，ACJ319neo完成首次飞行，随后进行了短暂的测试活动并交付给德国K5航空公司，配备了五架ACT。由CFM Leap1A发动机驱动的ACJ319neo于7月9日获得了EASA的认证。2021年，ACJ319neo的价格为1.05亿美元；ACJ320neo為1.15亿美元。

### ACJ220
2020年10月，空中巴士宣布将把A220-100添加至ACJ系列，公务机版本的名称为ACJ220，航程为5,650 nmi（10,460 km）和73 m2（790 sq ft）的客舱空间，可容納18名乘客。为了增加航程，ACJ200配备了多达五个可拆卸的辅助中心油箱(ACT)。 2021年，其价格为9000万美元。空中巴士预计将在2023年第一季度推出ACJ220。ACJ220于2021年12月14日首飞，並交付给逸华航空，於印第安纳波利斯配备VIP客舱。

### 规格
| 种类         | ACJ318                          | ACJ319neo                                                                | ACJ320neo                                                                | ACJ321                                                                   | ACJ220                             |
| ------------ | ------------------------------- | ------------------------------------------------------------------------ | ------------------------------------------------------------------------ | ------------------------------------------------------------------------ | ---------------------------------- |
| 载客量       | 8                               | 8                                                                        | 25                                                                       | 8                                                                        | 18                                 |
| 翼展         | 35.8米（117英尺5英寸）          | 35.8米（117英尺5英寸）                                                   | 35.8米（117英尺5英寸）                                                   | 35.8米（117英尺5英寸）                                                   | 35.1米（115英尺2英寸）             |
| 高度         | 12.56米（41英尺2英寸）          | 11.76米（38英尺7英寸）                                                   | 11.76米（38英尺7英寸）                                                   | 11.76米（38英尺7英寸）                                                   | 11.50米（37英尺9英寸）             |
| 长度         | 31.45米（103英尺2英寸）         | 33.84米（111英尺0英寸）                                                  | 37.57米（123英尺3英寸）                                                  | 44.51米（146英尺0英寸）                                                  | 35.00米（114英尺10英寸）           |
| 油箱宽度     | 3.95米（13英尺0英寸）           | 3.95米（13英尺0英寸）                                                    | 3.95米（13英尺0英寸）                                                    | 3.95米（13英尺0英寸）                                                    | 3.5米（11英尺6英寸）               |
| 客舱高度     | 2.25米（7英尺5英寸）            | 2.25米（7英尺5英寸）                                                     | 2.25米（7英尺5英寸）                                                     | 2.25米（7英尺5英寸）                                                     | 2.11米（6英尺11英寸）              |
| 客舱长度     | 21.62米（70英尺11英寸）         | 24.01米（78英尺9英寸）                                                   | 27.74米（91英尺0英寸）                                                   | 34.44米（113英尺0英寸）                                                  | 23.8米（78英尺1英寸）              |
| 客舱宽度     | 3.70米（12英尺2英寸）           | 3.70米（12英尺2英寸）                                                    | 3.70米（12英尺2英寸）                                                    | 3.70米（12英尺2英寸）                                                    | 3.28米（10英尺9英寸）              |
| 客舱面积     | 74.2 m2（799 sq ft）            | 83 m2（890 sq ft）                                                       | 96 m2（1,030 sq ft）                                                     | 121 m2（1,300 sq ft）                                                    | 73 m2（790 sq ft）                 |
| 最大起飞重量 | 68.0 t（149,900磅）             | 78.2 t（172,000磅）                                                      | 79.0 t（174,200磅）                                                      | 93.5 t（206,000磅）                                                      | 63.73 t（140,500磅）               |
| 油箱容量     | 24,210 L（6,400 US gal）        | 37,400 L（9,900 US gal）                                                 | 34,354 L（9,075 US gal）                                                 | 32,900 L（8,700 US gal）                                                 | 28,570 L（7,550 US gal）           |
| 引擎         | CFM56-5B, 68.3英寸（1.73米）    | ceo: CFM56-5B 或 IAE V2500A5, 63.5英寸（1.61米） neo: LEAP-1A or PW1100G | ceo: CFM56-5B 或 IAE V2500A5, 63.5英寸（1.61米） neo: LEAP-1A or PW1100G | ceo: CFM56-5B 或 IAE V2500A5, 63.5英寸（1.61米） neo: LEAP-1A or PW1100G | Pratt & Whitney PW1500G            |
| 推力 (×2)    | 96—106 kN（22,000—24,000 lbf）  | 98.3 kN（22,100 lbf）                                                    | 98—120 kN（22,000—27,000 lbf）                                           | 120—148 kN（27,000—33,000 lbf）                                          | 84.1—103.6 kN（18,900—23,300 lbf） |
| 最大速度     | Mach 0.82（542 kn；1,005 km/h） | Mach 0.82（542 kn；1,005 km/h）                                          | Mach 0.82（542 kn；1,005 km/h）                                          | Mach 0.82（542 kn；1,005 km/h）                                          | Mach 0.82（542 kn；1,005 km/h）    |
| 最大航程     | 7,800 km（4,200 nmi）           | 12,500 km（6,750 nmi）                                                   | 11,100 km（6,000 nmi）                                                   | 7,800 km（4,200 nmi）                                                    | 5,650 nmi（10,460 km）             |
| 起飞所需距離 | 1,780米（5,840英尺）            | 1,850米（6,070英尺）                                                     | 2,100米（6,900英尺）                                                     | 2,430米（7,970英尺）                                                     | 1,463米（4,800英尺）               |
| 著陸所需距離 | 1,230米（4,040英尺）            | 1,360米（4,460英尺）                                                     | 1,500米（4,900英尺）                                                     | 1,630米（5,350英尺）                                                     | 1,387米（4,551英尺）               |
| 最大巡航高度 | 12,500米（41,000英尺）          | 12,500米（41,000英尺）                                                   | 12,500米（41,000英尺）                                                   | 11,900米（39,000英尺）                                                   | 12,500米（41,000英尺）             |

## 宽体型号
VIP 宽体机基于A330/A340/A350/A380飞机。额外的油箱扩大了航程，A330Prestige的油箱增加最多。

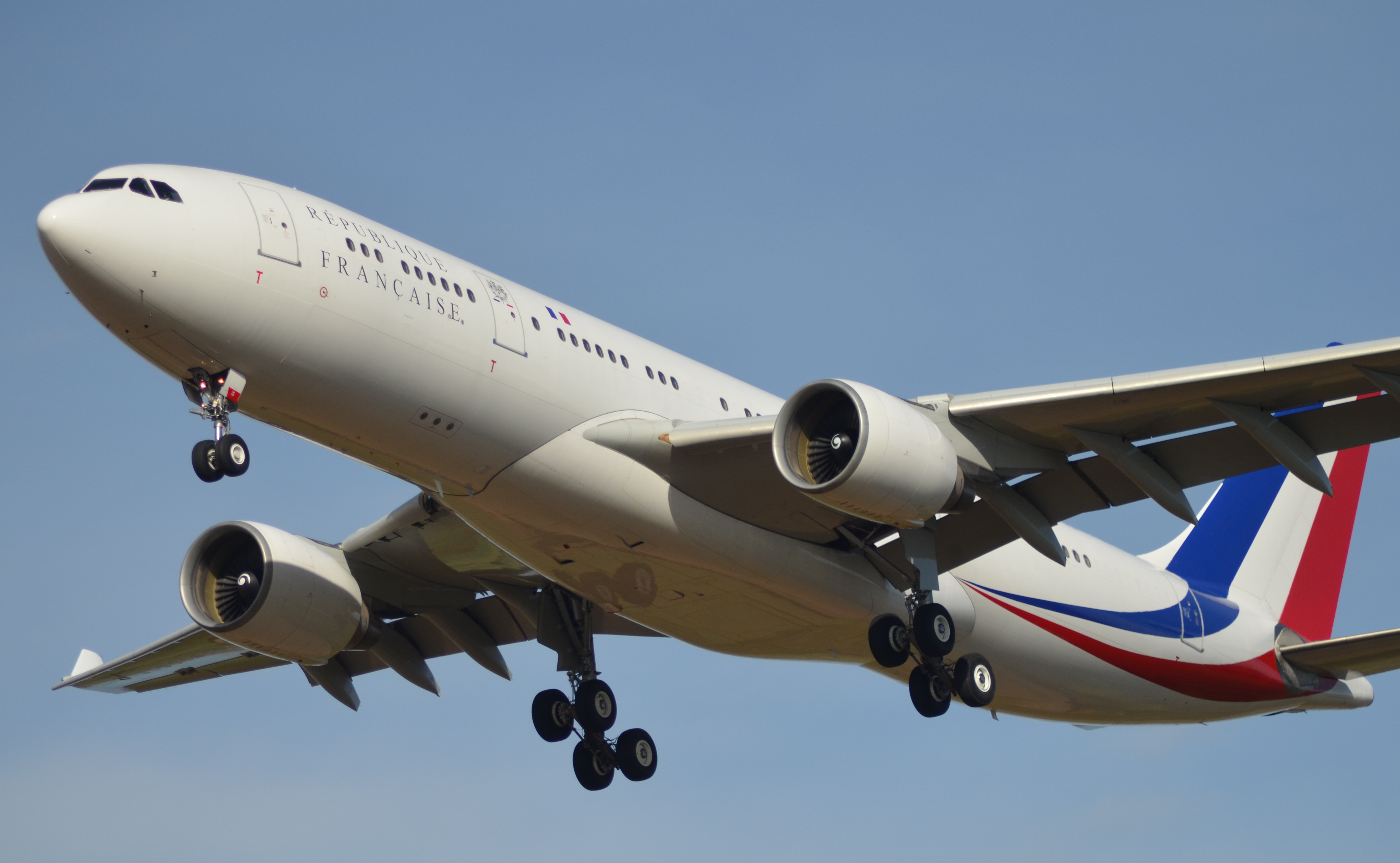
法国空军空中巴士A330-200

### ACJ330-200
A330-200Prestige可容纳60名乘客，航程为8,300海里（15,400公里）。

### ACJ330neo
ACJ330neo基于具有「和谐」客舱概念的新型A330neo，可容纳25名乘客，航程为 10400海里（19260公里）。

### ACJ340-300
由于空中巴士最初的四引擎设计，ETOPS限制不適用於A340-300Prestige。其由四台CFM56-5C4/P提供动力，每台额定推力为151 kN (34,000 lbf)，並为75名乘客提供7,700海里（14,300 公里）的航程。

### ACJ340-500
ACJ340-500是A340-300Prestige的远程补充。因具有更高的燃料容量及增加了跨度和面积的机翼，其具有10,000海里（19,000公里）的航程，可搭载有75名乘客。它由四台劳斯莱斯Trent 556发动机提供动力，每台发动机的额定推力为 249牛顿(56,000 lbf)。

### ACJ340-600
ACJ340-600是A340-600的公务机版本，航程增加到8,500海里（15,700公里）。

### ACJ350
A330和A340的继任者 —A350 XWB也提供ACJ350公务机，为-900衍生机型。具有270平方米（2,900平方英尺）的客舱空间和11,100海里（20,550公里）的航程，可搭載提供25名乘客。这个范围是两个对映点之间的距离，允许连接任何合适的机场。
ACJ350啟始客戶為德國聯邦國防軍空軍，於2019年下訂三架ACJ350-900專機（即第三代「康拉德·阿登納號」），隨後於2020年起分階段交付，成為全球續航力最強的政府專機。

### ACJ380-800
2012年，订购了空中客车A380的公务机型号，在货舱内有两个完整的甲板和第三个甲板，但该飞机在进行改装之前作为普通飞机出售。航程将增加到 8,900 海里（16,500 公里）。这架由瓦利德·本·塔拉勒王子订购的未交付飞机被称为「威望」（ Prestige ）。 据《卫报》报道，这架飞机是在福布斯和塔拉尔之间就他的财富规模以及他努力影响他在福布斯亿万富翁名单中的排名而发生争执时被出售的。
截至2018年5月，据报道，对新加坡航空公司作为公务机退役的首批A380之一的改造计划「处于非常先进的阶段」。改装一架退役的A380比购买一架新的A330或波音777公务机成本更低。

### 规格
| 机型         | ACJ330neo                          | ACJ340                             | ACJ350                             | ACJ380                                      |
| ------------ | ---------------------------------- | ---------------------------------- | ---------------------------------- | ------------------------------------------- |
| 载客量       | 25                                 | 25                                 | 25                                 | 50                                          |
| 翼展         | 64 米（210 英尺）                  | 63.45 米（208.2 英尺）             | 64.75 米（212.4 英尺）             | 79.75 米（261.6 英尺）                      |
| 高度         | 17.39 米（57.1 英尺）              | 17.53 米（57.5 英尺）              | 17.05 米（55.9 英尺）              | 24.09 米（79.0 英尺）                       |
| 长度         | 58.37 米（191.5 英尺）             | 67.93 米（222.9 英尺）             | 66.8 米（219 英尺）                | 72.72 米（238.6 英尺）                      |
| 客舱长度     | 45.00 米（147.64 英尺）            | 54.00 米（177.17 英尺）            | 51 米（167 英尺）                  | 44.90、43.93 米（147.3、144.1 英尺）        |
| 客舱面积     | 215.6 m2 (2,321 平方英尺)          | 258.5 m2 (2,782 平方英尺)          | 270 m2 (2,900 平方英尺）           | 305 m2 (3,280, 2,680 平方英尺)              |
| 机身宽度     | 5.64 米（222 英寸）                | 5.64 米（222 英寸）                | 5.96 米（235 英寸）                | 7.14 米（281 英寸）                         |
| 客舱 宽×高   | 5.27×2.41 米（207×95 英寸）        | 5.27×2.41 米（207×95 英寸）        | 5.61×2.43 米（221×96 英寸）        | 6.54×2.33、5.75×2.29 米 257×92、226×90 英寸 |
| 最大起飞重量 | 242 吨（534,000 磅）               | 380 吨（840,000 磅）               | 280 吨（620,000 磅）               | 560 吨（1,230,000 磅）                      |
| 油箱容量     | 139.09 m 3 (36,740 美制加仑)       | 215.26 m 3 (56,870 美制加仑)       | 165 m 3 (44,000 美制加仑)          | 324.56 m 3 (85,740 美制加仑)                |
| 引擎推力     | 303–316 kN (68,000–71,000 磅力)    | 235–249千牛（53,000–56,000 磅力）  | 374 千牛（ 84,000磅力）            | 311 千牛（70,000 磅力）                     |
| 最大速度     | 0.86 马赫（493 节；914 公里/小时） | 0.86 马赫（493 节；914 公里/小时） | 0.89 马赫（511 节；945 公里/小时） | 0.89 马赫（511 节；945 公里/小时）          |
| 航程         | 18,612 公里（10,050 海里）         | 18,300 公里（9,900 海里）          | 20,000 公里（11,000 海里）         | 17,500 公里（9,400 海里）                   |
| 起飞所需距離 | 2,770 米（9,090 英尺）             | 3,180 米（10,430 英尺）            | 2,200 米（7,200 英尺）             | 2,880 米（9,450 英尺）                      |
| 著陸所需距離 | 1,730 米（5,680 英尺）             | 1,960 米（6,430 英尺）             | 1,966 米（6,450 英尺）             | 2,030 米（6,660 英尺）                      |
| 最大巡航高度 | 12,500 米（41,000 英尺）           | 12,500 米（41,000 英尺）           | 13,100 米（43,000 英尺）           | 13,100 米（43,000 英尺）                    |

## 订单、交付和运营商
| 飞机   | A220-100 | A220-300 | A318 | A319 | A319 Neo | A320 | A320Neo | A321 | A321 Neo | A300 | A310 | A330 -200 | A330 neo | A340 -2/300 | A340 -5/600 | A350 -900 | A350 -1000 | A380 -800 | 全部 |
| ------ | -------- | -------- | ---- | ---- | -------- | ---- | ------- | ---- | -------- | ---- | ---- | --------- | -------- | ----------- | ----------- | --------- | ---------- | --------- | ---- |
| 已订购 | 6        | 2        | 20   | 77   | 6        | 20   | 8       | 1    | 2        | 3    | 3    | 69        | 0        | 7           | 7           | 5         | 0          | 1         | 237  |
| 发表   | 0        | 0        | 20   | 77   | 3        | 20   | 6       | 1    | 0        | 3    | 3    | 60        | 0        | 7           | 7           | 3         | 0          | 0         | 210  |
| 操作   | 0        | 0        | 20   | 74   | 3        | 29   | 7       | 2    | 0        | 0    | 17   | 62        | 0        | 10          | 10          | 2         | 0          | 0         | 236  |